# 過去にディズニーXDで放送された番組
過去にディズニーXDで放送された番組を紹介する。その他の番組については
- 過去にディズニー・チャンネルで放送された番組

を参照のこと。

## アニメーション (Animation)

### ディズニーアニメーション (Disney Animation)
- Disney BLAM
- アメリカン・ドラゴン
- イン・ヤン・ヨー!
- 怪奇ゾーン グラビティフォールズ
- カーズトゥーン メーターの世界つくり話
- カーズトゥーン ラジエーター・スプリングスの仲間たち
- 学園NINJAランディ
- キック ザ・びっくりボーイ
- キム・ポッシブル
- クワック・パック
- ザ・リプレイス 大人とりかえ作戦
- 新くまのプーさん
- 出張ヒーローZERO
- スイチュー! フレンズ
- スティッチ!
- スティッチ! ずっと最高のトモダチ
- ターザン
- ダックテイルズ
- チップとデールの大作戦
- ティーモ・シュプリーモ
- ディズニー・コメディ・タイム
- 電脳ムシオヤジ
- 超能力ボックスX
- トロン：ライジング
- なんだかんだワンダー
- バーバリアン・デイブ
- ピクルスとピーナッツ
- ビリー・ディリーのスーパードゥーパー・地底セカイ・サマー
- フィニアスとファーブ
- ブランディ アンド Mr.ウィスカーズ
- プッカ
- ベイマックス ザ・シリーズ
- 放課後エージェント!オーサム
- ミッキーマウス!
- モーターシティ
- ラマだった王様 学校へ行こう!
- リセス 〜ぼくらの休み時間〜
- リロ・アンド・スティッチ ザ・シリーズ

### スター・ウォーズ (Star Wars)
- スター・ウォーズ 反乱者たち
- スター・ウォーズ/クローン・ウォーズ
- スター・ウォーズ/フォース・オブ・デスティニー
- スター・ウォーズ レジスタンス
- LEGO スター・ウォーズ/フリーメーカーの冒険

### マーベルアニメーション (Marvel Animation)
- アイアンマン ザ・アドベンチャーズ
- あつまれ!LEGO マーベル・スーパーヒーローズ
- アベンジャーズ 地球最強のヒーロー
- マーベル アベンジャーズ・アッセンブル
- アルティメット・スパイダーマン
- 超人ハルク: サカールの預言
- ネクスト・アベンジャーズ: 未来のヒーローたち
- ハルク: スマッシュ・ヒーローズ
- マーベル アベンジャーズ：ウルトロン・レボリューション
- マーベル アベンジャーズ：シークレット・ウォーズ
- マーベル アベンジャーズ：ブラックパンサー・クエスト
- マーベル アントマン
- マーベル おしえて!スパイダーマン
- ガーディアンズ・オブ・ギャラクシー
- ガーディアンズ・オブ・ギャラクシー:ミッション・ブレイクアウト
- マーベル スパイダーマン
- マーベル フューチャー・アベンジャーズ（Dlife）
- マーベル ロケットとグルート
- 勇者ソー 〜アスガルドの伝説〜
- ディスク・ウォーズ:アベンジャーズ

### その他のアニメーション (Other Animation)

#### 日本国外
- エイリにゃん
- オアシス!
- オッドボッズ・ショー
- カンフー・パンダ ザ・シリーズ
- キッドvsキャット
- CODE リョーコ
- ごきげん ジミー!
- ザ・ペンギンズ from マダガスカル
- 手裏剣スクール
- 笑撃のナムチャックス!
- スペクタキュラー・スパイダーマン
- 絶叫キャンプ レイクボトム
- それいけ！カキ男
- てのひらヒーロー アトミック・パペット
- デンジャーマウス
- 爆笑！シアター・パコーン
- 爆走ナマケモノ!フリーキー
- ハリーアンドバニー
- パックワールド
- びっくりスケアリー
- ピンキー&ブレイン
- ミュータント・タートルズ（2012年版）
- ラビッツ・インベージョン
- レゴ ニンジャゴー（テレビ東京系/アニマックス）
- ワクフ

#### 日本国内
日本のアニメ作品については、前身チャンネルであるトゥーン・ディズニーのJETIXからの引き継ぎで放送された作品がある一方で、『ゾイドシリーズ』『シャーマンキング』『陰陽大戦記』『妖逆門 -ばけぎゃもん-』『デルトラクエスト』のように放送されなかった作品もある。
- イナズマイレブン（テレビ東京系）
- イナズマイレブンGO（テレビ東京系）
- おおきく振りかぶって（TBS系）
- かいけつゾロリ（テレビ朝日系）
- ガッ活!（NHK）
- キャプテン翼（テレビ東京系）
- キョロちゃん（テレビ東京系）
- ゲゲゲの鬼太郎（第5シリーズ）（フジテレビ系）
- 境界のRINNE（NHK）
- GIANT KILLING（NHK）
- 侵略!イカ娘（テレビ東京系）
- 侵略!?イカ娘（テレビ東京系）
- H2（テレビ朝日系）
- サイボーグ009 THE CYBORG SOLDIER（テレビ東京系）
- 団地ともお（NHK）
- 探偵学園Q（TBS系）
- 超爆裂異次元メンコバトル ギガントシューター つかさ（NHK）
- テニスの王子様（テレビ東京系）
- 電脳コイル（徳間書店・バンダイビジュアル製作委員会参加、NHK）
- ドルアーガの塔（UHF局）
- ニャニがニャンだー ニャンダーかめん（テレビ朝日系）
- 忍たま乱太郎（NHK）
- ネットゴーストPIPOPA（テレビ東京系）
- ねぎぼうずのあさたろう（テレビ朝日系）
- はれときどきぶた（テレビ東京系）
- HEROMAN（テレビ東京系）
- ファイ・ブレイン 神のパズル（NHK）
- ベイビーステップ（NHK）
- ペンギンの問題（テレビ東京系）
- ペンギンの問題Max（ペンギンの問題シーズン2）
- ボボボーボ・ボーボボ（テレビ朝日系）
- ポケットモンスター ダイヤモンド&パール（テレビ東京系）
- まじめにふまじめ かいけつゾロリ（テレビ朝日系）
- メジャー（NHK）
- メルヘヴン（テレビ東京系）
- 焼きたて!!ジャぱん（テレビ東京系）
- ゆうとくんがいく
- 弱虫ペダル（テレビ東京系）
- 弱虫ペダル GRANDE ROAD（テレビ東京系）
- ライブオン CARDLIVER 翔（テレビ東京系）
- LINE TOWN（テレビ東京系）
- ロボディーズ -RoboDz- 風雲篇
- わしも（NHK）

## 海外ドラマ (Foreign Drama)
- アーロン・ストーン
- おとぼけスティーブンス一家
- 科学ファミリー ラボラッツ
- KING兄弟
- クラッシュとバーンスティーン
- コーリー ホワイトハウスでチョー大変!
- ジーク アンド ルーサー
- スイート・ライフ
- スイート・ライフ オン・クルーズ
- 超ゲーマー伝説 ぼくらの裏ワザ青春白書
- 超電メカ X4
- ドクター・フー
- とび蹴り アチョ〜ズ!
- 22世紀ファミリー フィルにおまかせ
- 爆音家族
- ブライアン・オブライアン
- ミステリー・グースバンプス

## 国内ドラマ (Drama)
- らんま1/2（日本テレビ系）

## 情報・バラエティ (Information・Variety)
- アート アタック
- 究極対決! フォート・ボヤード
- ディズニー365
- トリックTV
- 脱出!スコーピオンアイランド
- サイエンス マジック
- スポーツ ドリームズ
- ワルノリ どっきりギャング

## 映画 (Movie)
ファミリー向けを専門とした映画番組。2009年8月1日放送開始。トゥーン・ディズニーからディズニーXDへリニューアルされた際に最初に放送された番組であり、『サンダーバード』が初回放送であった。不定期で放送されていたが、2020年8月31日の放送をもって終了。11年間の歴史に幕を閉じた。『スティッチ!パーフェクトメモリー』で最終回の放送となった。

### ディズニー映画・ディズニー/ピクサー映画 (Disney Movie・Disney/Pixar Movie)
- 1%のハンデ
- アトランティス/帝国最後の謎
- イウォークアドベンチャー
- エンドア/魔空の妖精
- インサイド・ヘッド
- ウィッチマウンテン/地図から消された山
- WALL・E/ウォーリー
- 王様の剣
- オズ はじまりの戦い
- お兄ちゃんはデンマザー
- オリバー ニューヨーク子猫ものがたり
- カールじいさんの空飛ぶ家
- 彼女はモンスター・ファイター
- カントリー・ベアーズ
- カンフー・プリンセス・ウェンディー・ウー
- キャプテン・ウルフ
- キャプテンコック エディー
- グーフィー・ムービー ホリデーは最高!!
- 史上最強のグーフィー・ムービー Xゲームで大パニック!
- コルドロン
- サッカー・ツインズ/ただいま特訓中!
- ザ・マペッツ
- サンタクローズ
- サンタクロース・リターンズ! クリスマス危機一髪
- サンダーバード
- 三人の騎士
- ジャイアント・ピーチ
- シャギー・ドッグ
- ジャングル大騒動-南極からのSOS-
- ジャングル・ブック
- ジャングル・ブック2
- ジョニー・カパハラ 究極のビッグ・ウェーブ
- ジョン・カーター
- 新・王子と少年
- スイート・ライフ／ザ・ムービー
- スカイランナー
- スター・ウォーズ
- スター・ウォーズ/帝国の逆襲
- スター・ウォーズ/ジェダイの復讐
- スティッチ!パーフェクトメモリー
- スノー・バディーズ/小さな5匹の大冒険
- スペース・バディーズ/小さな5匹の大冒険
- サンタ・バディーズ/小さな5匹の大冒険
- ゴースト・バディーズ/小さな5匹の大冒険
- トレジャー・バディーズ/小さな5匹の大冒険
- タイタンズを忘れない
- ターザン
- ターザン&ジェーン
- ターザン2
- ダイナソー
- タイムリミットは24時間
- 宝島 〜ジムの航海日記〜
- ダックテイル・ザ・ムービー/失われた魔法のランプ
- ダッドナップ〜パパ誘拐計画
- ダブル・キャンパス/天才学者は13歳
- チキン・リトル
- 鉄ワン・アンダードッグ
- トイ・ストーリー
- トイ・ストーリー2
- トロン
- 飛べないアヒル
- D2 マイティ・ダック 飛べないアヒル2
- D3 マイティ・ダック 飛べないアヒル3
- ナイトメアー・ビフォア・クリスマス
- ナルニア国物語/第1章: ライオンと魔女
- ナルニア国物語/第2章: カスピアン王子の角笛
- 南極物語
- バグズ・ライフ
- 101匹わんちゃんII パッチのはじめての冒険
- ビバリーヒルズ・チワワ
- ファインディング・ニモ
- フード・ボーイ／秘密のパワー
- フランケンウィニー
- ブラザー・ベア2
- プレーンズ
- ベイマックス
- ベッドタイム・ストーリー
- ヘラクレス
- 吠えるチビ犬ちゃん
- ボルト
- ホーンテッドマンション
- マイケルとトミーの牧場日記
- マイケルとトミーの無人島日記
- マイティ・ジョー
- 魔法使いの弟子
- ママの彼氏はバンパイア
- Mr.インクレディブル
- ミッキー、ドナルド、グーフィーの三銃士
- もうひとりの僕 クローンは優等生
- モンスターズ・インク
- モンスターズ・ユニバーシティ
- ライアー・ボーイ ウソで乗りきるスクールライフ
- ライオン・キング2 シンバズ・プライド
- ライオン・キング3 ハクナ・マタタ
- ラテン・アメリカの旅
- ラマになった王様
- ラマになった王様2 クロンクのノリノリ大作戦
- リセス 〜ぼくらの新学期〜
- リセス 〜ぼくらのちびっこ大戦争〜
- リセス 〜ぼくらの夏休みを守れ!〜
- リセス 〜ぼくらの冬休み〜
- リロ&スティッチ
- スティッチ!ザ・ムービー
- リロイ&スティッチ
- ルイスと未来泥棒
- レミーのおいしいレストラン
- ロビンフッド
- 101
- 102
- ヴァンパイア・ベビーシッター

### その他の映画 (Other Movie)

#### 日本国外
- アーチーでなくっちゃ 〜相棒は原始人!?〜
- アーネスト キャンプに行く!
- アーネスト モンスターと戦う!
- アイアン・ジャイアント
- アイス・エイジ
- アイス・エイジ2
- アイス・エイジ3/ティラノのおとしもの
- アイス・エイジ4/パイレーツ大冒険
- ATOM
- アルビン/歌うシマリス3兄弟
- イースターラビットのキャンディ工場
- ウォレスとグルミット 野菜畑で大ピンチ!
- エージェント・コーディ
- エージェント・コーディ ミッション in LONDON
- エアポート・アドベンチャー クリスマス大作戦
- オープン・シーズン2 ペットVS野生のどうぶつたち
- オープン・シーズン3 森の仲間とゆかいなサーカス
- 怪傑ゾロ 〜Zの伝説〜
- 怪盗グルーの月泥棒
- ガリバー旅行記
- ガーフィールド
- ガーフィールド2
- カンフー・パンダ
- カンフー・パンダ2
- キャスパー
- キャッツ&ドッグス
- キャッツ&ドッグス 地球最大の肉球大戦争
- グーニーズ
- クール・ランニング
- くもりときどきミートボール
- くもりときどきミートボール2 フード・アニマル誕生の秘密
- クリスマス・キャロル 〜スクルージと3人の精霊〜
- グリンチ
- クルードさんちのはじめての冒険
- ゲーム・プラン
- コウノトリ大作戦!
- GO!GO!ガジェット
- ゴーストバスターズ
- ゴーストバスターズ2
- ゴンゾ宇宙に帰る
- シャーク・テイル
- ジャイアント・ベビー
- ジャック・フロスト/パパは雪だるま
- シュレック
- シュレック2
- シュレック3
- シュレック フォーエバー
- スクービー・ドゥー
- スクービー・ドゥー2 モンスターパニック
- スター・ウォーズ/クローン・ウォーズ
- スチュアート・リトル3 森の仲間と大冒険
- スパイアニマル・Gフォース
- スパイダーマン
- スパイダーマン2
- スパイダーマン3
- スマーフ
- スマーフ2 アイドル救出大作戦!
- センター・オブ・ジ・アース
- センター・オブ・ジ・アース2 神秘の島
- ゾンビキャンプ
- ターボ
- タイタンA.E.
- タンタンの冒険/ユニコーン号の秘密
- ダイナソー・アイランド 恐竜たちの大地
- タイム・キッド 〜時空の彼方へ〜
- ティム・バートンのコープスブライド
- 天才犬ピーボ博士のタイムトラベル
- ドクター・ドリトル
- ドクター・ドリトル2
- ドクター・ドリトル4
- ドクター・ドリトル ザ・ファイナル
- 長ぐつをはいたネコ
- ナショナル・トレジャー
- ネクスト・アベンジャーズ: 未来のヒーローたち
- バック・トゥ・ザ・フューチャー
- バック・トゥ・ザ・フューチャー PART2
- バック・トゥ・ザ・フューチャー PART3
- ハッピー フィート
- ハッピー フィート2 踊るペンギンレスキュー隊
- バブルクライシス あわわっ!あの娘はエイリアン
- ヒックとドラゴン
- ヒックとドラゴン2
- ブック・オブ・ライフ 〜マノロの数奇な冒険〜
- ブルー 初めての空へ
- ブルー2 トロピカル・アドベンチャー
- ベスト・キッド2
- ベスト・キッド3 最後の挑戦
- ホートン/ふしぎな世界のダレダーレ
- ホーム・アローン
- ポーラー・エクスプレス
- ポパイ
- マウス・タウン ロディとリタの大冒険
- マダガスカル
- マダガスカル2
- ミクロキッズ
- メガマインド
- 森のリトル・ギャング
- モンスターVSエイリアン
- モンスター・ホテル
- モンキー・リーグ/史上最強のルーキー登場
- リトル・ジャイアンツ
- リトルフット アイス・フリーズ
- リトルフット 赤ちゃん恐竜の大冒険
- リトルフット いんせきに気をつけろ
- リトルフット クビナガ恐竜がやってきた
- リトルフット ちびっこ恐竜と魔法の石
- リトルフット はっぱ食い虫で大災難
- リトルフット ベスト・オブ・フレンズ
- リトルフット ムーサウルスを救え!
- リトルフット 龍の岩の伝説
- LEGO ムービー
- ロスト・ワールド/ジュラシック・パーク
- ジュラシック・パークIII
- ロラックスおじさんの秘密の種

#### 日本国内
- ATOM（KADOKAWA）
- 宇宙ショーへようこそ（ANIPLEX、A-1 Pictures）
- 映画 怪物くん（日本テレビ）
- 劇場版 怪談レストラン（テレビ朝日、東映アニメーション）
- 河童のクゥと夏休み
- GAMBA ガンバと仲間たち
- 逆境ナイン（日本テレビ）
- K-20 怪人二十面相・伝（日本テレビ）
- 劇場版 NARUTO -ナルト- 大活劇!雪姫忍法帖だってばよ!!（テレビ東京、stadioぴえろ）
- 劇場版 NARUTO -ナルト- 大激突!幻の地底遺跡だってばよ（テレビ東京、stadioぴえろ）
- 劇場版 NARUTO -ナルト- 大興奮!みかづき島のアニマル騒動だってばよ（テレビ東京、stadioぴえろ）
- 劇場版メジャー 友情の一球
- ゲゲゲの鬼太郎（フジテレビ）
- ゲゲゲの鬼太郎 千年呪い歌（フジテレビ）
- こちら葛飾区亀有公園前派出所 THE MOVIE（フジテレビ）
- こちら葛飾区亀有公園前派出所 THE MOVIE2 UFO襲来! トルネード大作戦!!（フジテレビ）
- 西遊記（2007年公開版、フジテレビ） - 2006年にフジテレビ系で放送された『西遊記』の劇場版。
- サマーウォーズ（日本テレビ、マッドハウス）
- ジュブナイル（フジテレビ）
- 書道ガールズ!! わたしたちの甲子園（日本テレビ）
- スチームボーイ（TBS、サンライズ）
- スマイル 聖夜の奇跡（フジテレビ）
- 小さき勇者たち〜ガメラ〜（KADOKAWA、DWANGO）
- 茄子 アンダルシアの夏（日本テレビ、マッドハウス）
- 茄子 スーツケースの渡り鳥（日本テレビ、マッドハウス）
- 豆富小僧（フジテレビ）
- ドラゴンボールZ 神と神（フジテレビ、東映アニメーション）
- ドラゴンボールZ 復活の「F」（フジテレビ、東映アニメーション）
- ブレイブ・ストーリー（フジテレビ、GONZO）
- friends もののけ島のナキ
- ホッタラケの島 〜遥と魔法の鏡〜（フジテレビ）
- ぼのぼの
- ぼのぼの クモモの木のこと
- マジック・ツリーハウス
- まじめにふまじめ かいけつゾロリ なぞのお宝大さくせん
- かいけつゾロリ だ・だ・だ・だいぼうけん!
- かいけつゾロリ まもるぜ!きょうりゅうのたまご
- メジャー ワールドシリーズ編 夢の瞬間へ 特別版
- ルパン三世 くたばれ!ノストラダムス（日本テレビ、トムス・エンタテインメント）
- ルパン三世 DEAD OR ALIVE（日本テレビ、トムス・エンタテインメント）
- ルパン三世VS名探偵コナン THE MOVIE（日本テレビ、トムス・エンタテインメント）